# Automóvil clásico

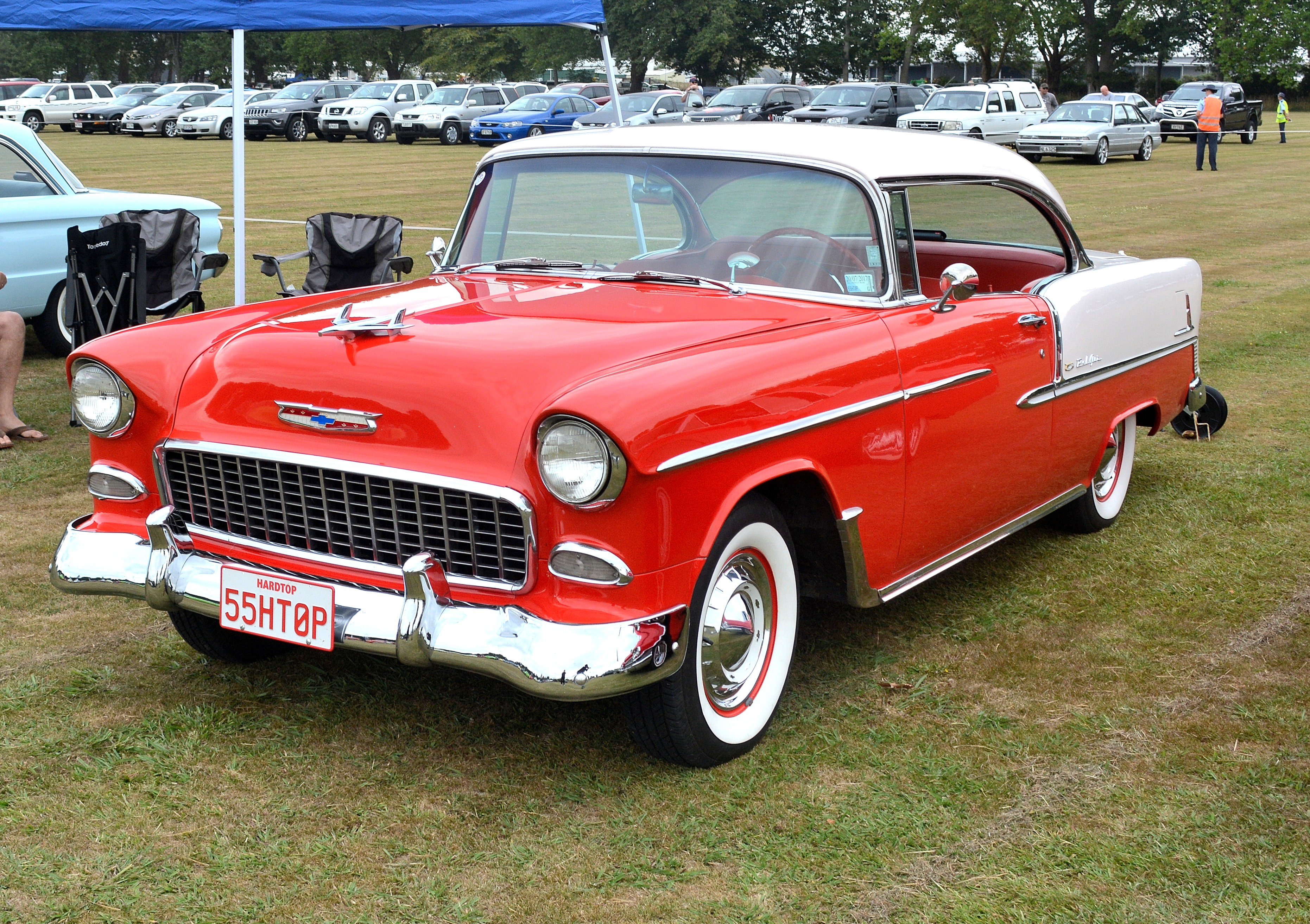
Chevrolet Bel Air de 1955

Con carácter general, se considera un automóvil clásico cuando llega a una cierta antigüedad al menos llegar hasta los 25 años de antigüedad, aunque depende de cada país, por otro lado no confundirlos con los vehículo histórico. Desde el punto de vista legal, muchos países disponen de figuras administrativas que permiten declarar un vehículo como automóvil clásico a partir de un determinado número de años desde su primera matriculación, lo que implica un tratamiento fiscal especial y algunas particularidades de carácter técnico. El mínimo de años puede variar de unos países a otros, pero en Europa lo más habitual es que se exijan 30 años.
El concepto de automóvil clásico es extensible a otros tipos de medios de transporte aptos para circular por carretera, tales como motocicletas, camiones o autobuses entre otros, por lo que habitualmente también se habla de forma genérica de vehículos clásicos, aunque los más populares sean con gran diferencia los automóviles.  

## Interés en los coches clásicos
Los coches clásicos son a menudo muy valiosos para los coleccionistas, y pueden venderse por muchas veces su precio original de fábrica, especialmente si han sido bien mantenidos y tienen poco kilometraje. Los coches icónicos que tienen menos de 25 años y que pueden convertirse en clásicos se conocen como futuros clásicos.
No se recomiendan para su uso diario, puesto que las piezas de repuesto pueden ser difíciles de encontrar y la mayoría de los modelos antiguos carecen de las características de seguridad que se encuentran en los vehículos modernos, como las bolsas de aire y las zonas de deformación diseñadas para amortiguar impactos en caso de colisión. Contrariamente a la creencia popular, los automóviles clásicos son estructuralmente más débiles que los coches modernos y no resistirían tan bien en un choque.
|  |  |  |  |

## Algunas asociaciones de automóviles clásicos

### Federación Internacional de Vehículos Antiguos (FIVA)

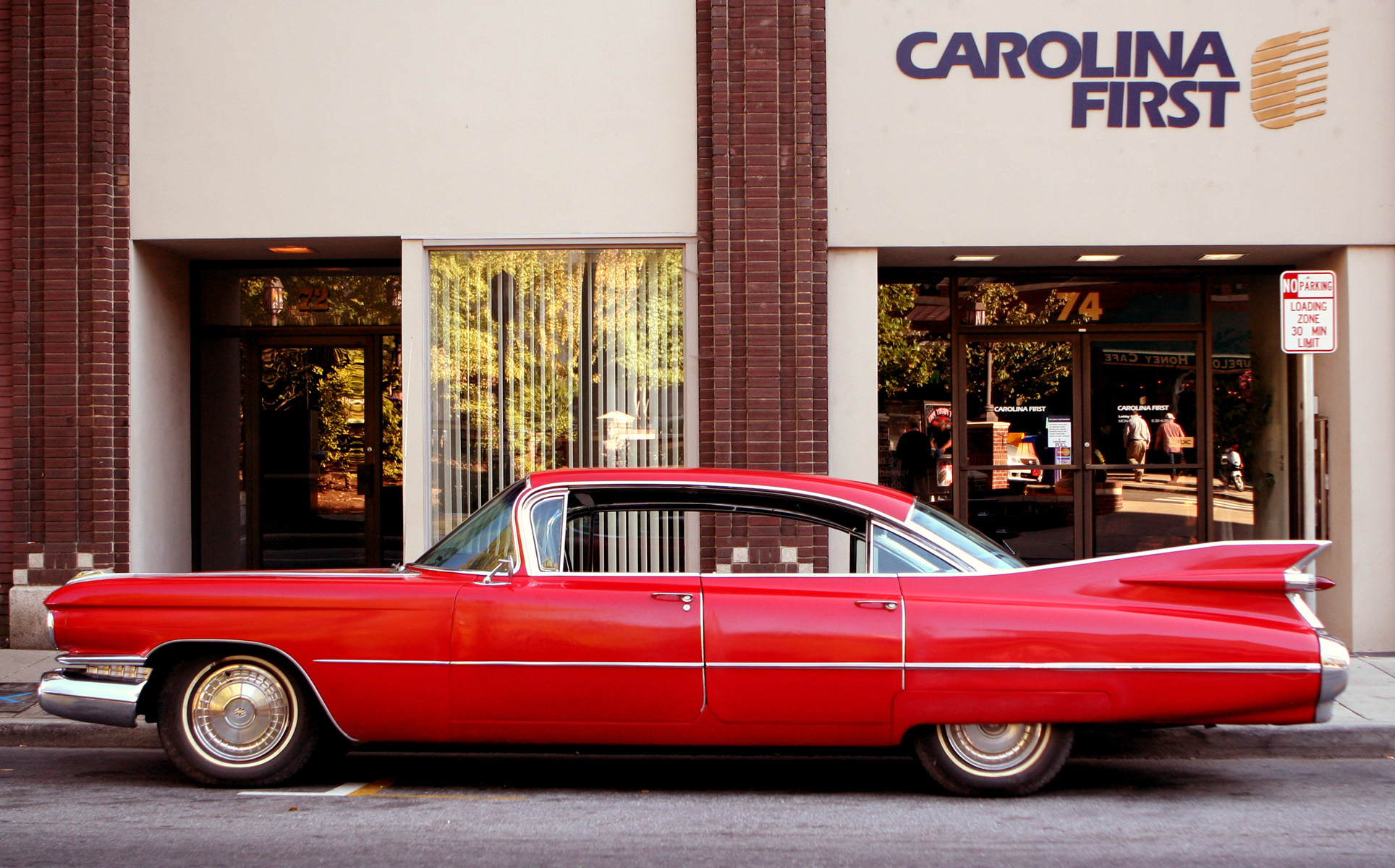
1959 Cadillac Series 62, ejemplo de la moda de las aletas

La FIVA (Fédération Internationale des Véhicules Anciens) distingue las siguientes categorías de autos antiguos por año de fabricación:
- Clase A (Ancestro) - antes del 31 de diciembre de 1904
- Clase B (Veterano) - desde el 1 de enero de 1905 hasta el 31 de diciembre de 1918
- Clase C (Vintage) - desde el 1 de enero de 1919 hasta el 31 de diciembre de 1930
- Clase D (Post Vintage) - desde el 1 de enero de 1931 hasta el 31 de diciembre de 1945
- Clase E (Post Guerra) - desde el 1 de enero de 1946 hasta el 31 de diciembre de 1960
- Clase F - desde el 1 de enero de 1961 hasta el 31 de diciembre de 1970
- Clase G - desde el 1 de enero de 1971 hasta la edad mínima establecida por la FIVA de 30 años.

### En Estados Unidos
En la mayoría de estados de EE. UU., un automóvil clásico es oficialmente aquel que se ha construido 20 o más años antes de la fecha actual y se mantiene en las condiciones de fábrica (o se ha restaurado a las mismas).
Definición del Classic Car Club of America

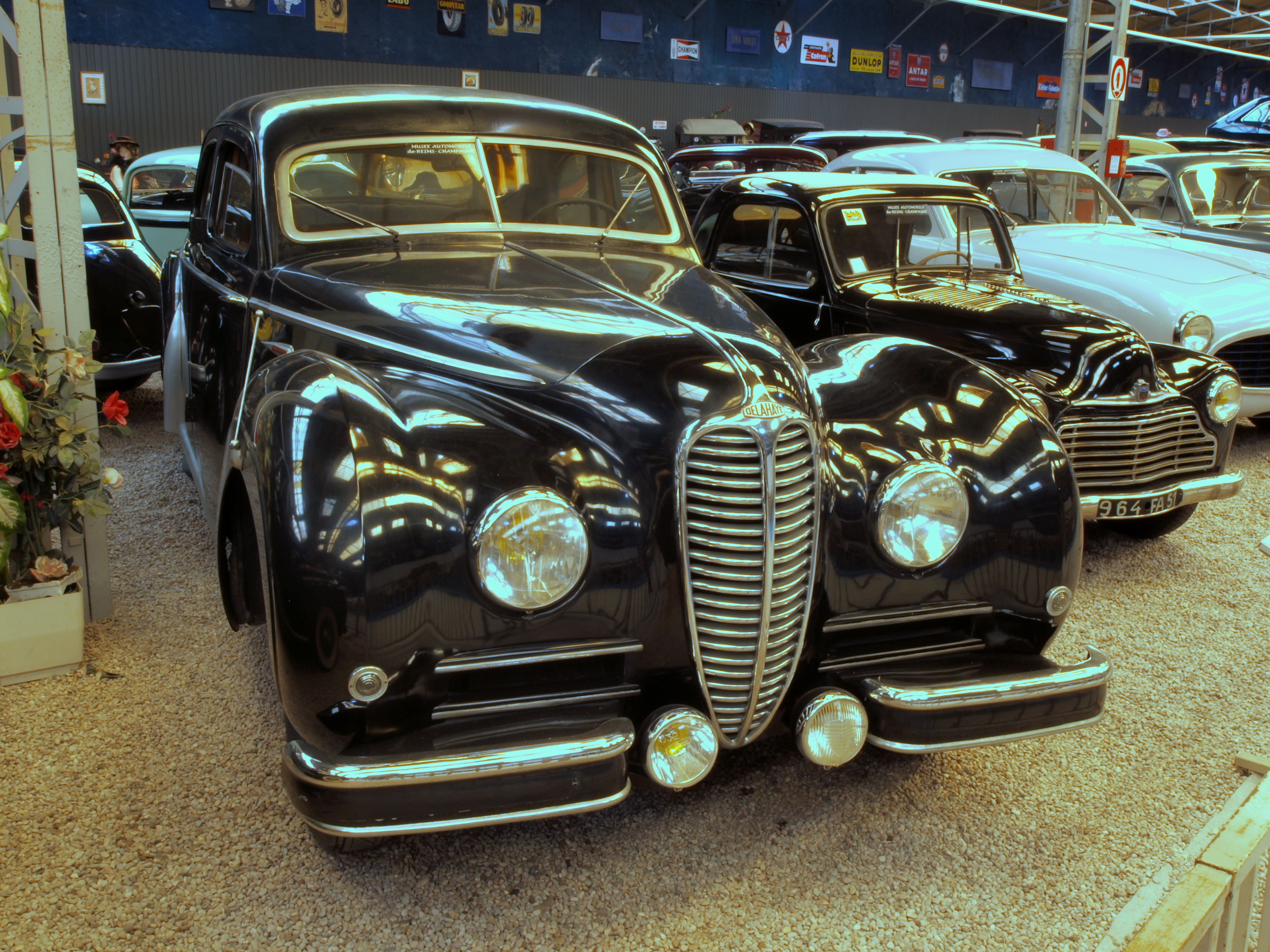
Delahaye 180 de 1948, coche clásico según la definición del CCCA

El CCCA reconoce como clásicos solo a los coches de precio más alto, producidos en cantidades limitadas entre 1925 y 1948. Además, debe incluir algunos elementos de diseño antiguos, como guardabarros individuales, estribos o faros separados de la carrocería. La CCCA gestiona su propia lista de automóviles clásicos. Sin embargo, esta definición, incluso en los Estados Unidos, se considera innecesariamente rigurosa y, para evitar confusiones, los términos Clásico completo o Clásico CCCA se usan comúnmente entre los coleccionistas para referirse a estos vehículos.
Identificado por el Antique Automobile Club of America
El AACA considera que cualquier automóvil fabricado hace 25 años o más es un clásico.

### En Reino Unido
No existe una definición oficial en el Reino Unido. Sin embargo, los automóviles fabricados antes del 1 de enero de 1973 se definen como "vehículos históricos" y están exentos del impuesto de circulación. Si el vehículo se matriculó después de esta fecha, su año de fabricación está sujeto a verificación por parte de una autoridad competente como la British Motor Heritage Foundation. Además, la compañía de seguros estatal clasifica como autos clásicos a aquellos de más de 15 años y con un costo de más de 15.000 libras.

### En Alemania
En Alemania, los coches fabricados hace más de 30 años tienen el estado oficial de vehículos clásicos. La VDA ("Verband der Automobilindustrie", Asociación de la Industria del Automóvil) posee un Comité de Automóviles Clásicos, centrado en la conservación de estos vehículos y en promover una amplia aceptación de la herencia automotriz entre el público.

### En Rusia

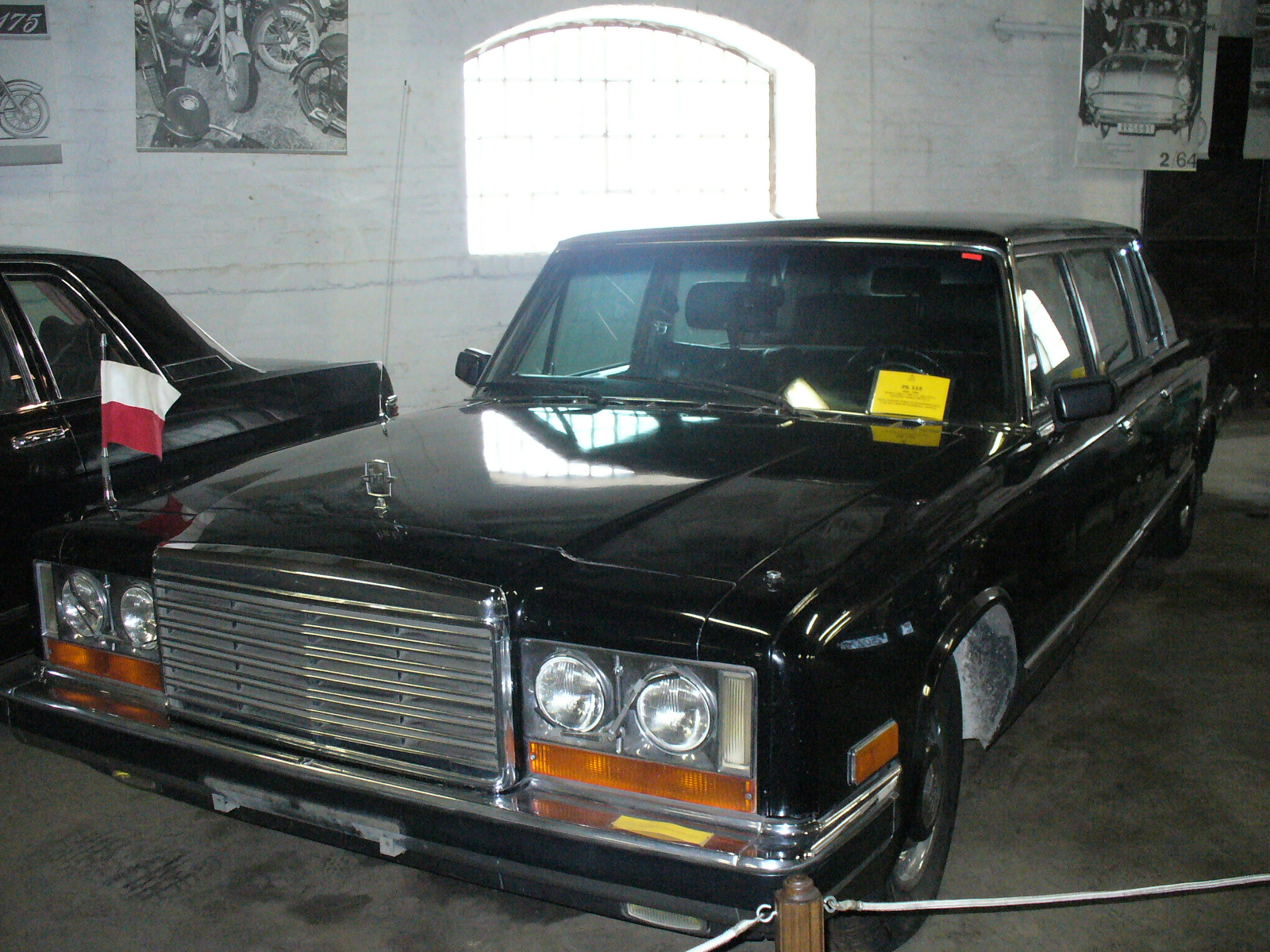
ZIL-4104: uno de los raros coches rusos coleccionables

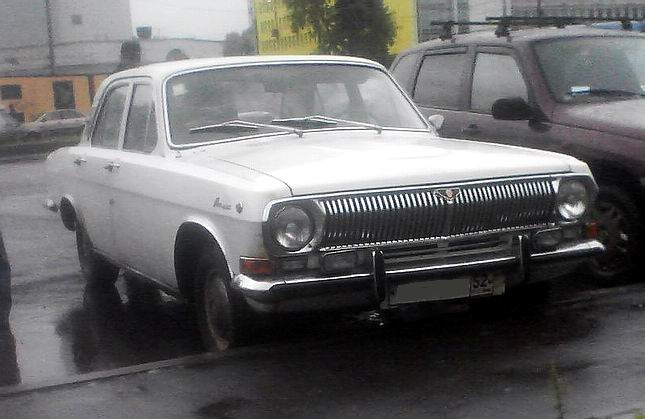
El "Volga" GAZ-24 es un coche clásico de las décadas de 1960 y 1970, pero se produjo sin cambios significativos hasta 1985, y con algunas actualizaciones hasta 1992, lo que hace que el estatus de este modelo sea ambiguo

Rusia no tiene establecida una definición oficial inequívoca de lo que es un automóvil clásico, como tampoco hay un acuerdo unánime entre los coleccionistas. A la vista de los largos períodos de producción de los automóviles característicos de la industria automotriz rusa, así como del número relativamente pequeño de modelos, sería más racional utilizar no un criterio de tiempo, sino una lista específica de modelos clásicos.
Una ley de 2008 estableció que los artículos de tecnología creados hace más de 50 años se clasifican como bienes culturales, incluidos los automóviles fabricados antes de la fecha correspondiente a esta edad, de forma que se dio una definición oficial de que los automóviles de más de 50 años tienen un estatus especial.
En la práctica, la ley funciona actualmente como una cobertura para la importación masiva de automóviles clásicos a Rusia sin confirmación de la clase ambiental requerida ni del pago de los derechos de aduana habituales, ya que la importación de bienes culturales en el territorio de la Federación Rusa es realizado sin pagar derechos de aduana. Muchos automóviles importados mediante este mecanismo (podría suponerse que para ser exhibidos en un museo), se registran posteriormente como vehículos de pleno derecho.

### En España
En España, para que un vehículo sea considerado oficialmente un automóvil clásico, basta con que su propietario solicite a la Dirección General de Tráfico que expida un certificado mediante el que se hace constar que el citado vehículo haya sido matriculado por primera vez hace al menos 25 años (aunque en el año 2022 se exigirá un mínimo de 30 años), y que está en condiciones de circular tras haber superado una inspección técnica.
La FEVA (Federación Española de Vehículos Antiguos) es la asociación que agrupa a los propietarios de estos vehículos.